# 置泥
『置泥』（おきどろ）は、古典落語の演目のひとつ。同演題では、主に東京で演じられる。上方落語における『打飼盗人』（うちがえぬすと/うちがいぬすと）もこの項目で記述する。歴史的には『打飼盗人』が先に成立し、大正末期に東京の初代柳家小はんが移植して『置泥」ができた。
貧乏な家に入った泥棒が、そこに住む男の身の上に同情して逆に金を渡してしまうという内容である。
原話は、1779年（安永8年）に出版された笑話本『気の薬』の一編「貧乏者」（忍び込んだ家の極貧ぶりに同情した泥棒が、住人の夫婦に金銭を恵むというもの）。ただし武藤禎夫は、現行の落語と「かなり違ってみえる」ことから、明治期に改作がなされたと推察している。喜久亭寿暁の『滑稽集』には『夏どろぼう』というタイトルが見られる。
「打飼」とは「打飼袋」ともいい、筒状の布の両端をひもで縛った、単純な形状のカバンの一種のこと。『打飼盗人』には『打替盗人』という別題がある。
また『置泥」は『夏泥』（なつどろ）のタイトルで演じられることがあるが、こちらは内容的にも異なる面が存在する（詳細後述）。

## あらすじ
ある夜、とある長屋のひと部屋で男が眠っていると、戸をこじ開ける音で目が覚める。まもなく、別の男が飛び込んでくる。飛び込んできた男は「静かにしろ、俺は泥棒だ。懐には刃物を持っている」とすごむが、長屋の男はひるむ様子がない。泥棒があっけにとられながら部屋を見回すと、ひどく汚れているうえに家財道具や金品といえるものが何もなく、さらに男がふんどししか身に着けていないのに気づく（このあと、『打飼盗人』では、泥棒が「下見をしたときは金目になりそうなものがたくさんあったのに、なぜこうなったのだ」といぶかしがる。『置泥』および『夏泥』では、泥棒が「こんなところに目星を付けてしまってすまない。俺はこの稼業にまだ慣れていないのだ。見逃してやる」と言って去ろうとする）。
泥棒が男に理由をたずねると、男は「俺は大工だが、博打に熱中し過ぎ、大事な商売道具を質に入れてしまった」と言う。泥棒は同情し、道具を請け出すための大金を男に渡す。男が「ありがたいが、道具があっても、作業着の袢纏がなければ結局仕事ができない」と告げるので、泥棒はさらに金を出す。男が「ありがとう、いや、これでもだめだ。長屋の家賃がたまっている」というので、泥棒はまた金を出す。男はそうして少しずつ「それと、友達に借金が……」（『夏泥』の場合は「蚊帳を請け出したい」）などと要求するので、泥棒はしかたなく金を出し続ける。
かなりの大金を男に恵んだ泥棒は、逃げるように長屋を去ろうとするが、男が「おい、泥棒!」と叫んで呼び戻すので、あわてて戻る。「そっちが金を取っておいて、『泥棒』なんて呼ぶ奴があるか」「名前がわからないものだから」「いったい何だ」
「来月、また来てくれ」

## 東西の違い
上方の『打飼盗人』では、泥棒は義侠心に富んだ人物に描かれ、男がそれに甘える形で金を得ていく。これに対し東京の『置泥』および『夏泥』では、泥棒は経験が浅い臆病な人物に描かれる。男がはじめ泥棒に「懐に入れているというその刃物で、俺を殺してくれないか」と懇願し、思わぬ事態に狼狽する泥棒から巧妙に金を得ていく演じ方を取る。男の要求を泥棒が渋るたびに男が「殺せ! 殺せ!」とすごみ、男がそのたびにあわてて金を出す、というブラックな演じ方を取る演者もいる。
また、『打飼盗人』では、上記のあらすじの後、男が長屋の外まで泥棒を叫びながら追いかけ、「カラの財布が、忘れておます」と言って落ちとする（サゲる）演じ方が多い（原話においても、帰ろうとする泥棒に、夫婦が「泥棒泥棒」と大声をかけ、頭に来た泥棒が「おのれは恩を仇で報ずる人畜め」怒鳴り返すと、夫婦が「おたばこ入が落ちておりました」と言う展開である）。演目の成立当初は演題通り、財布ではなく打飼袋を渡す演じ方だったとみられる。

## バリエーション
『夏泥』の冒頭部は、『置泥』と異なり泥棒の視点でシーンが展開する。
夏の夜、泥棒が忍び込んだ長屋のひと部屋では、火事になりそうな火が燃え盛っており、泥棒があわてて消すと、それは根太板を壊してすり鉢に入れて火をつけ、蚊遣り火にしていたものだとわかる。泥棒はその直後、寝ていた男を起こし、火の不始末を注意する（男の姿が見つからず、床に空いた穴の底で男が眠っているのを見つける、という演じ方を取ることもある）。
『置泥』および『夏泥』の落ち（サゲ）の男のセリフは多岐にわたる。以下はその一例である。
- 「今度は晦日（みそか＝月末）にまた来てくんねえ」[要出典]
- 「陽気（＝季節）が変わったらまた来てくんねえ」[要出典]
- 「また質入れした頃来てくれ」[1]
- 「おめえの名前が分からねえから」[1]
- 「戸をチャンとしめていってくれ」[1]
- 5代目柳家小さんは「やに下がるんじゃねえや」「無理もねえ。持って来たのがたばこ入れだから」

『打飼盗人』にみられる忘れ物のくだりを演じたのちに、これらのセリフを言う演じ方もある。